# Kunstlong

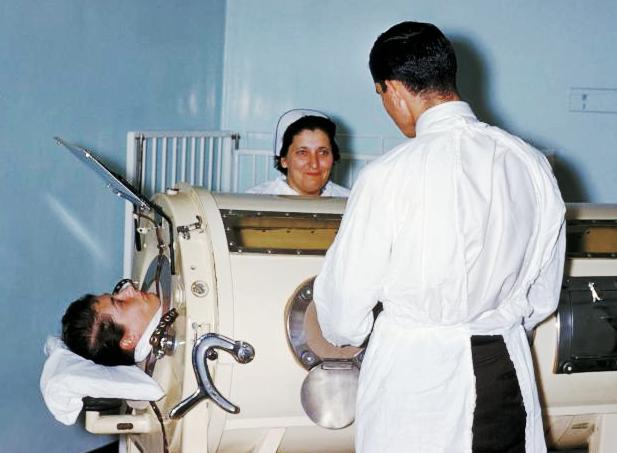
IJzeren long

Een kunstlong is een apparaat dat de functie van de longen overneemt. Meestal zal de kunstlong bloed van zuurstof voorzien, maar in de vorm van een ijzeren long kan er ook een beademingsapparaat mee bedoeld worden zoals die ingezet werd bij poliomyelitis.
In combinatie met de pompfunctie van het hart wordt een kunstlong in een hart-longmachine toegepast bij hartoperaties. 
Daarnaast wordt ook Extracorporele membraanoxigenatie (ECMO) wel kunstlong genoemd.